# Autogouvernance
L'autogouvernance est un concept abstrait qui réfère à plusieurs échelles d'organisation.

## Significations variées
Il peut s'agir de la conduite personnelle ou de la famille mais cela réfère plus communément avec les approches de gouvernance partagée à des activités à plus grande échelle tel que les professions, les corporations industrielles, les religions et les partis politiques, jusqu'aux autonomies territoriales et les communautés indigènes (ou d'autres entités au sein d'un État-nation qui jouissent d'une forme de souveraineté). Ce concept tombe dans celui plus large de la gouvernance et de principes tel que le consentement des gouvernés, et peut inclure l'association sans but lucratif et la gouvernance d'entreprise.
Ce terme peut être utilisé pour décrire un peuple ou un groupe capable d'exercer toutes les fonctions du pouvoir sans l'intervention d'une autorité qu'ils ne peuvent eux-mêmes changer. L'autogouvernance est alors associée à des contextes tels que la fin du colonialisme, de l'absolutisme ou monarchie, ou de l'accès à l'autonomie pour des groupes religieux, ethniques ou régionaux qui se considèrent comme non représenté ou sous-représentés dans un gouvernement national. L'autogouvernance est donc un principe fondamental du républicanisme, de la démocratie ou du nationalisme. Le terme de satyagraha de Gandhi est une facette de cette idéologie. Un autre partisan de l'autogouvernance quand les actions d'un gouvernement sont immorales est Henry David Thoreau via la désobéissance civile.
Généralement quand on parle de l'autogouvernance d'un État-nation, on l'appelle souveraineté nationale, un concept très important du droit international. L'autogouvernance d'une ville est une autonomie urbaine et la direction démocratique d'une écorégion est une démocratie biorégionale.
L'autogouvernance peut aussi s'appliquer à des professions, syndicats, unité politique formelles ou informelles incluant des groupes ethniques ou éthiques non définis par des frontières nationales, mais aussi des organisations religieuses qui ont des composants politiques ou professionnels. Des exemples incluent l'Église catholique romaine, la Franc-maçonnerie, les Iroquois au sein des États-Unis qui ont chacun une longue histoire et une culture et connaissance commune.
L'autogouvernance est une notion au cœur des travaux de la politologue et économiste américaine Elinor Ostrom, prix Nobel d'économie en 2009.

## Caractéristiques minimales
Un moyen d'autogouvernance comprend au moins ce qui suit :
- Un code de déontologie qui décrit le comportement accepté par le groupe, tel que le serment d'Hippocrate pour les médecins.
- Des critères qui peuvent s'appliquer dans un cadre légal, sauf si celui-ci est rejeté par le groupe. Exemple : le crime organisé qui s'autogouverne de facto contre la loi.
- Un moyen de s'assurer que l'autorité extérieure n'intervienne pas, sauf si certains critères sont satisfaits, tel un code du silence ou omertà quand on parle des activités intérieures aux gens de l'extérieur.
- Un procédé pour enregistrer et traiter les contestations ou plaintes, tel qu'une erreur médicale, une procédure syndicale
- Le pouvoir de maintenir la discipline de ses membres, depuis des sanctions disciplinaires (Conseil de l'Ordre des Médecins, curie…) jusqu'à la peine capitale (cour martiale) ou le meurtre (mafia).
- Le moyen de choisir ses dirigeants, depuis un système de vote, guerre des gangs ou sélection mystique (voir la découverte du dalaï-lama)
- Le moyen de contrôler les factions ou tendances du groupe qui menaceraient de le quitter pour le concurrencer.